# Les Hite
Les Hite (* 13. Februar 1903 in Du Quoin, Illinois; † 6. Februar 1962 in Santa Monica, Kalifornien) war ein amerikanischer Bigband-Leiter des Swing. Er spielte Altsaxophon, Klavier und Xylophon.
Les Hite spielte schon in der Familienband Saxophon und studierte an der University of Illinois. Er tourte mit Helen Dewey und trat 1925 in Los Angeles der Band der Spike Brüder bei und spielte dort danach in verschiedenen Orchestern, auch einer eigenen Tanzkapelle in Solomon Penny’s Tanzpalast. 1930 übernahm er in Los Angeles das Orchester der Quality Serenaders von Paul Howard, mit dem er viel an der Westküste spielte und auch für Filmstudios arbeitete. Bekannt wurden sie, als Hite mit seiner Band 1930 bis 1932 Louis Armstrong (und Fats Waller) bei Auftritten im Sebastian’s New Cotton Club (so auch der Name des Orchesters) in Los Angeles begleitete und mit ihm aufnahm. Neben Tourneen hatte seine Band feste Engagements 1937 in New York, 1938 in Portland und 1940 in Chicago. 1942 bis 1945 leitete Les Hite eine Band in Los Angeles, wechselte danach aber den Beruf und leitete eine Künstleragentur.
Viele bekannte Jazzmusiker spielten zeitweise in der Band von Les Hite, so Lionel Hampton, Lawrence Brown (ebenso wie Hampton schon bei den Quality Serenaders) Dizzy Gillespie, Joe Wilder, Al Morgan, T-Bone Walker.